# 陈子博
陈子博（1892年—1924年），男，湖南湘乡人，中国政治人物，中国社会主义青年团第一次全国代表大会代表，革命烈士。
曾經擔任過中共湖南支部委員、中國勞動組合書記部湖南分部副主任、湖南省工團聯合會執行委員，1924年1月23日病逝。